# Jamie Kennedy
James Harvey Kennedy (San Francisco, California, 25 de mayo de 1970), más conocido como Jamie Kennedy, es un actor estadounidense.

## Carrera
Su primera experiencia de Hollywood fue en el rodaje de El club de los poetas muertos en el que intervino como figurante. A los dieciocho años se trasladó a Los Ángeles donde empezó a trabajar como cómico. Acumuló bastante experiencia en este ámbito y después, en 1996, obtuvo su primera gran oportunidad en el cine cuando le ofrecieron el papel de Sampson en Romeo + Juliet, de William Shakespeare, dirigida por Baz Luhrmann.
Saltó a la fama al actuar en la trilogía Scream de Wes Craven, por la que obtuvo el Premio Blockbuster al mejor actor en una película de terror. En 1999 participó en el filme sobre la guerra del Golfo Tres reyes, dirigido por David O. Russell y protagonizado por George Clooney y Mark Wahlberg. El mismo año dio vida a un aspirante a director junto a dos de sus ídolos – Steve Martin y Eddie Murphy – en la comedia Bowfinger. En Boiler Room, película que muestra el lado oscuro de Wall Street, colaboró con Ben Affleck, Giovanni Ribisi y Vin Diesel.
Posteriormente apareció en Malibu's Most Wanted (2003), de Warner Bros, un título del que Kennedy es también coguionista. Se basa en el rapero ficticio Brad Gluckman, uno de los personajes que creó para su programa de televisión The Jamie Kennedy Experiment. Su siguiente proyecto es el largometraje de animación Robots (2005) en el que trabaja con Ewan McGregor, Greg Kinnear, Mel Brooks, Drew Carey y Robin Williams.
Entre la lista de créditos, que ha acumulado, cabe destacar Enemigo público (con Will Smith y Gene Hackman), Max Keeble’s Big Move, The Debtors (con Randy Quaid y Michael Caine), Starf*ucker, Esperando la hora, Bongwater y The Specials (con Rob Lowe y Thomas Haden Church), película que también produjo.
Saltó a la fama en televisión cuando creó The Jamie Kennedy Experiment, estrenado en enero de 2002. Fue escritor, productor y protagonista de la serie y encarnó a muchos de sus personajes durante sus tres temporadas. En 2005 volvió a la televisión como creador y productor ejecutivo de la serie Living with Fran, protagonizada por Fran Drescher.
También escribió su autobiografía Wannabe... A Hollywood Experiment, editada en el verano de 2003. En el libro Kennedy cuenta las experiencias buenas y malas de su vida desde su infancia en Filadelfia hasta su trabajo actual en Hollywood.

## Vida privada
Mantuvo una relación con Jennifer Love Hewitt desde marzo de 2009 hasta marzo de 2010 y posteriormente estuvo saliendo con la actriz Rita Volk.
Reside en el área de Los Ángeles, California.

## Filmografía

### Cine y televisión
- Scream (1996) como Randy Meeks
- Romeo y Julieta (1996) como Sampson
- Clockwatchers (1997) como Eddie
- Scream 2 (1997) como Randy Meeks
- Boogie Nights (1997)
- Mejor... imposible (1997) como Street Hustler
- Enemy of the State (1998) como Jamie
- Bongwater (1998)
- Starstruck (1998) como George Gordon Flynn
- Bowfinger (1999) como Dave
- Tres reyes (1999) como Walter Wogaman
- Bait (2000) como Agent Blum
- The Specials (2000) como Amok
- Scream 3 (2000) como Randy Meeks
- Boiler Room (2000) como Adam
- Jay and Silent Bob Strike Back (2001) como el asistente de producción de Chaka
- Max Keeble's Big Move (2001) como Evil Ice Cream Man
- El más buscado en Malibú (2003) como Brad "B-Rad" Gluckman
- Harold & Kumar Go to White Castle (2004)
- ESPN NFL 2K5 (2004)
- Son of the Mask (2005) como Tim Avery
- Unwashed: The Stand-Up Special (2006) como Él mismo
- Heckler (2007) como él mismo.
- Criminal Minds (2007) como Floyd Faylen Farrell
- Kickin' It Old Skool (2007) como Justin Schumacher
- Extreme Movie (2008) como Mateus
- Reaper (2008) como Ryan, el músico
- Ghost Whisperer (2008) como Eli James
- Fanboy and Chum Chum (2009) como Kyle (voz)
- Spring Break '83 (2009) como Ballzack
- The Cleveland Show (2009-presente) como Gabriel "Federline Jones" (voz)
- Good Deeds (2012) como Mark Freeze
- Bending the Rules (2012) como Theo Gold
- Jackhammer (2013)
- Lost & Found in Armenia (2013) como Bill
- The Hungover Games (2014)
- Tremors 5: Bloodlines (2015) como Travis Welker
- Walk of Fame (2017)
- Tremors 6: A Cold Day in Hell (2018) como Travis Welker
- Ad Astra (2019) como Peter Bello